# Reshma
Reshma, en ourdou ریشماں, née en 1947 dans le Rajasthan et morte le 3 novembre 2013 à Lahore, est une chanteuse folk pakistanaise.

## Biographie
Reshma est découverte, à l'âge de 12 ans, en train de chanter au dargah de Lal Shahbaz Qalandar par Saleem Gilani, producteur de télévision et de radio pakistanais. Gilani s'arrange pour qu'elle fasse un enregistrement de Laal Meri Pat Rakhio pour Radio Pakistan en 1968. Elle devient tout de suite une vedette. 
La chanson Ankhyon ko rehne de ankhyon ke aas pass est utilisée par Raj Kapoor dans son film Bobby, interprétée par Lata Mangeshkar. Sa renommée dépasse les frontières, grâce aux cassettes piratées. Elle peut se produire en Inde bien plus tard, dans les années 1980, lorsque l'Inde et le Pakistan autorisent les échanges d'artistes. Subhash Ghai utilise sa voix dans le film Hero, qui présente l'une de ses chansons les plus célèbres, Lambi Judai.
En janvier 2006, elle est l'une des passagères du premier bus Lahore-Amritsar, le premier service de ce type reliant les deux parties du Pendjab depuis 1947. Le bus transporte 26 passagers au total, dont 15 fonctionnaires pakistanais, Reshma en avait réservé sept des sièges pour elle et sa famille dans le cadre de sa tournée.
Elle reçoit le Sitara-i-Imtiaz en 2008 pour sa contribution artistique.

## Mort
Alors que Reshma chante lors de la fête de l'indépendance du Pakistan aux États-Unis, du sang coule de son nez pendant sa performance, les médecins lui diagnostiquent un cancer de la gorge dans les années 1980.
Son cancer revient, sa santé se détériore à tel point qu'elle est hospitalisée à Lahore, au Pakistan, à l'hôpital des médecins, le 6 avril 2013. Le gouvernement intérimaire du Pendjab choisit de prendre à sa charge tous ses frais médicaux. Reshma tombe dans le coma en octobre 2013 et est décède le 3 novembre 2013 dans un hôpital de Lahore.